# Salvador Tarragó i Cid
Salvador Tarragó i Cid (Tortosa, 1941) és un arquitecte i urbanista català.

## Biografia
Especialitzat en l'estudi històric de l'urbanisme, ha dirigit durant més de vint-i-cinc anys el CIEPAC (Centre Internacional d'Estudis del Patrimoni Construït) en la Universitat Politècnica de Catalunya, director del Laboratori de Fotogrametria Terrestre de la mateixa Universitat i, mitjançant el CIEPAC, responsable del Postgrau "formes d'Anàlisi i d'Intervenció en el Patrimoni Construït" i del Màster de Restauració de Monuments d'Arquitectura. Va ser professor d'urbanisme al Departament d'Infraestructura del Transport i del Territori de l'Escola Tècnica Superior d'Enginyers de Camins, Canals i Ports de Barcelona, a la mateixa universitat, fins a la seva jubilació.
Ha destacat en particular com a estudiós de l'obra urbanística d'Ildefons Cerdà a Barcelona i és patró de la Fundació Urbs i Territori Ildefons Cerdà. Organitzà la primera gran mostra internacional sobre l'urbanista aprofitant el centenari de la seva mort, exposició que va recórrer Europa (Londres, París, Ginebra, Bari, Lisboa i Estrasburg, entre altres ciutats), entre 1977 i 1980.
Fou responsable de l'arxiu històric del Col·legi d'Arquitectes de Catalunya i Balears i president de l'Asociación para el Progreso de la Arquitectura Contemporánea. Estudiós de l'obra d'Antoni Gaudí, sobre la qual ha publicat diversos estudis, fou secretari de l'associació Amics de Gaudí, secció del Cercle Artístic Sant Lluc. Així mateix, des del seu naixement, fou membre del Centro de Estudios Históricos de Obras Públicas y Urbanismo (CEHOPU), creat el 1983 pel Ministeri d'Obres Públiques, com a comissió dedicada a promoure l'estudi i la difusió de la tasca realitzada a Amèrica en matèria d'obres públiques.
Impulsà amb altres arquitectes el Grup 2c, responsable d'importants projectes urbans i de l'edició de la revista "2c: Construcción de la Ciudad". Fou fundador el 1997 i actual vicepresident de SOS Monuments, associació de defensa cívica del patrimoni cultural de Catalunya, amb la qual s'ha mantingut especialment amatent al control i a la denúncia pública de les actuacions susceptibles de perjudicar l'estat actual i conservació futura d'una infinitat d'edificis de valor històric singular al nostre país. Així mateix és president d'Amics i Amigues de l'Ebre, entitat cultural que treballa per la preservació del patrimoni de les Terres de l'Ebre i en defensa de la seva identitat.

## Fons personal
El seu fons personal es conserva a l'Arxiu Nacional de Catalunya. El fons és constituït per la documentació aplegada i produïda per Salvador Tarragó i Cid, particularment en l'àmbit professional. Inclou documentació del període de formació universitària, de la seva relació amb l'ensenyament de l'arquitectura i de projectes relatius a excavacions, rehabilitació d'edificis singulars, conjunts històrics, ponts, canals de navegació i façanes ferroviàries. El fons aplega contractes d'edició i estudi, articles i documentació per a l'edició de la revista "2c. Construcción de la ciudad." Així mateix, un interessant epistolari del període 1964-1979, on destaca la correspondència amb els arquitectes italians Guido Canella i Aldo Rossi. Pel que fa a l'activitat associativa, aplega documentació dels Amics de Gaudí (estatuts, cartes, fitxes de socis i donants), de l'Asociación para el Progreso de la Arquitectura Contemporánea (APAC) i del Centro de Estudios y Experimentación de Obras Públicas. Així mateix, el fons conserva els materials preparatoris i els plafons de les exposicions organitzades amb relació a les figures d'Ildefons Cerdà, Eduardo Torroja i J. Eugenio Ribera, així com sobre els ports i costes d'Espanya; també els referents a la preparació i la participació a diverses edicions de la Conferència Internacional d'Estudiants d'Arquitectura, el Congrés de la Unió Internacional d'Arquitectes i el Seminario Internacional de Arquitectura Contemporánea (SIAC). Finalment, el fons inclou documentació original de Joan Martí Matlleu, secretari de la Junta Constructora de la Sagrada Família, i de l'arquitecte barceloní Enrique Nieto, treballs d'alumnes d'enginyeria, dossiers temàtics i publicacions periòdiques i monografies d'arquitectura i urbanisme. En el seu conjunt, el fons facilita una aproximació a la història i la reflexió sobre l'urbanisme durant la segona meitat del segle xx, a més d'incorporar documentació històrica de cert relleu.